# Rhathymus paraguayensis
Rhathymus paraguayensis là một loài Hymenoptera trong họ Apidae. Loài này được Schrottky mô tả khoa học năm 1920.